# Brian Tyms
Brian Gordon Tyms (Kent, 21 febbraio 1989) è un ex giocatore di football americano statunitense che ha militato nel ruolo di wide receiver. Al college ha giocato a football alla Florida A&M University.

## Carriera professionistica

### San Francisco 49ers
Dopo non essere stato scelto nel Draft NFL 2012, Tyms firmò con i San Francisco 49ers, nella cui squadra di allenamento trascorse la pre-stagione 2012.

### Miami Dolphins
Nel settembre 2012, Tyms firmò coi Miami Dolphins, entrando nel roster regolare prima dell'ultimo turno della stagione.

### Cleveland Browns
Il 22 ottobre 2013, Tyms firmò coi Cleveland Browns. Dopo avere fatto parte della loro squadra di allenamento, fu promosso nel roster attivo il 4 dicembre 2013, dopo l'infortunio del defensive end Desmond Bryant.

### New England Patriots
Il 27 luglio 2014, Tyms passò ai New England Patriots. Il 6 ottobre 2014 entrò nel roster attivo e sei giorni dopo segnò il primo touchdown in carriera, su passaggio da 43 yard di Tom Brady.

## Palmarès

### Franchigia
- Super Bowl : 1

New England Patriots: XLIX
- American Football Conference Championship: 1

2014
- Grey Cup: 1

Toronto Argonauts: 2017

## Statistiche
| Partite totali      | 18 |
| Partite da titolare | 2  |
| Ricezioni           | 7  |
| Yard ricevute       | 94 |
| Touchdown           | 1  |

Statistiche aggiornate alla stagione 2014